# Jonathan Lipnicki
Jonathan William Lipnicki (Westlake Village (Californië), 22 oktober 1990) is een Amerikaans acteur. Hij is onder meer bekend van zijn rollen in Jerry Maguire, Stuart Little en Like Mike.

## Biografie
Lipnicki maakte in 1996 zijn filmdebuut met Jerry Maguire, waarin hij de zoon speelt van het personage van Renée Zellweger. Daarna was hij regelmatig te zien in The Jeff Foxworthy Show en speelde hij in enkele afleveringen van Dawson's Creek. In 1999 kreeg hij in de film Stuart Little de hoofdrol van George Little, een jongen wiens ouders een pratende muis adopteren. Deze rol vertolkte hij in 2002 opnieuw in de sequel Stuart Little 2. Hij had tevens een hoofdrol in The Little Vampire (2000) en was de tegenspeler van Bow Wow in Like Mike (2002), die twee weken voor Stuart Little 2 werd uitgebracht. Sindsdien is hij enkel nog te zien geweest in een aantal onafhankelijke films en leende hij zijn stem voor een aflevering van de televisieserie Family Guy.

## Filmografie
- 1996 - Jerry Maguire - Ray Boyd
- 1999 - Stuart Little - George Little
- 2000 - Dawson's Creek - Buzz Thompson (2000)
- 2000 - The Little Vampire - Tony Thompson
- 2002 - Like Mike - Murph
- 2002 - Stuart Little 2 - George Little
- 2003 - Touched By An Angel: The Good Earth - Stan
- 2008 - For the Love of Jade - Jacob